# Литлмор Фолс (Мејн)
Литлмор Фолс (енгл. Livermore Falls) насељено је место без административног статуса у америчкој савезној држави Мејн.

## Демографија
По попису из 2010. године број становника је 1.594, што је 32 (-2,0%) становника мање него 2000. године.
| Група             | 2000.         | 2010.         |
| Белци             | 1.559 (95,9%) | 1.498 (94,0%) |
| Афроамериканци    | 9 (0,6%)      | 7 (0,4%)      |
| Азијати           | 2 (0,1%)      | 7 (0,4%)      |
| Хиспаноамериканци | 24 (1,5%)     | 45 (2,8%)     |
| Укупно            | 1.626         | 1.594         |